# خوزيفينا دي لا توري
خوزيفينا دي لا توري (بالإسبانية: Josefina de la Torre)‏ (1907، لاس بالماس دي غران كناريا في إسبانيا - 12 يوليو 2002، مدريد في إسبانيا)؛ مغنية أوبرا، ممثلة، شاعرة، مغنية، كاتِبة وروائية إسبانية.

## روابط خارجية
- خوزيفينا دي لا توري على موقع IMDb (الإنجليزية)